# Lista över kommun- och landstingsstyren i Sverige 1994–1998
Det här är en lista över kommun- och landstingsstyren i Sverige under mandatperioden 1994-1998.
Politiska partier som ensamma eller i koalition utgör den styrande majoriteten i respektive landstingsfullmäktige/regionfullmäktige eller kommunfullmäktige. 
Alfabetisk lista ordnad länsvis.

## Blekinge län
- Blekinge läns landsting: (s)
  - Karlshamn: (s) (minoritet)
  - Karlskrona: (s)+(v)
  - Olofström: (s)
  - Ronneby: (s)+(v)
  - Sölvesborg: (s)

## Dalarnas län
- Dalarnas läns landsting: (s)+(c)
  - Avesta: (s)+(v)+(mp)
  - Borlänge: (s)
  - Falun: (s)+(v)+(mp)
  - Gagnef: (s)+(v)+(mp)
  - Hedemora: (s)+(v)
  - Leksand: (m)+(fp)+(c)+(kd)+(lp)
  - Ludvika: (s)
  - Malung: (s)+(v)
  - Mora: (s)+(c)
  - Orsa: (s)+(v)+(mp)
  - Rättvik: (s)+(v)
  - Smedjebacken: (s)
  - Säter: (s)+(v)+(mp)
  - Vansbro: (s)+(v)
  - Älvdalen: (s) (minoritet med hoppande majoriteter)

## Gotlands län
- Landsting saknas
  - Gotland: (s)+(v)+(mp)

## Gävleborgs län
- Gävleborgs läns landsting: (s)
  - Bollnäs: (s)+(v)+(mp)
  - Gävle: (s)
  - Hofors: (s)
  - Hudiksvall: (s)
  - Ljusdal: (s)
  - Nordanstig: (s)+(v)+(mp)
  - Ockelbo: (s)
  - Ovanåker: (m)+(fp)+(c)+(kd)+(mp)
  - Sandviken: (s)
  - Söderhamn: (s)

## Hallands län
- Hallands läns landsting: (m)+(fp)+(c)+(kd)+(mp)
  - Falkenberg: (s)+(mp)+(aktiv politik)
  - Halmstad: (s)+(v)
  - Hylte: (s)+(c)
  - Kungsbacka: samlingsstyre med en socialdemokrat som kommunstyrelsens ordförande
  - Laholm: (m)+(fp)+(c)+(kd)+(pensionärspartiet)
  - Varberg: (s)+(v)+(mp)

## Jämtlands län
- Jämtlands läns landsting: (s)
  - Berg: (c)+(fp)+(m)
  - Bräcke:   (s)
  - Härjedalen: (s)
  - Krokom:  (s)
  - Ragunda: (s)
  - Strömsund:  (m)+(c)+(fp)
  - Åre: (s)+(v)+(mp)
  - Östersund: (s)

## Jönköpings län
- Jönköpings läns landsting: (s)+(c)+(fp)
  - Aneby: (kd)+(c)+(m)+(fp)
  - Eksjö: samlingsstyre med alla partier
  - Gislaved: (s)+(c)+(mp)
  - Gnosjö: (m)+(c)+(kd)+(fp)
  - Habo: (m)+(c)+(fp)+(kd)
  - Jönköping: (s)+(c)
  - Mullsjö: (m)+(c)+(fp)+(kd)
  - Nässjö: (s)+(c)+(fp)
  - Tranås: (s)
  - Vaggeryd: (m)+(c)+(fp)+(kd)
  - Vetlanda: (m)+(c)+(fp)+(kd)
  - Värnamo: (m)+(c)+(kd) (minoritet)

## Kalmar län
- Kalmar läns landsting: (s)+(v)+(mp)
  - Borgholm: (s)+(m)
  - Emmaboda: (s)+(v)
  - Hultsfred: (s)+(v)
  - Högsby: (fp)+(m)+(c)+(kd)+(mp)
  - Kalmar: (s)+(v)
  - Mönsterås: (c)+(m)+(fp)+(kd)
  - Mörbylånga: (m)+(c)+(fp)+(kd)+(mp)
  - Nybro: (s)+(v)
  - Oskarshamn: (s)
  - Torsås: (m)+(c)+(fp)+(kd)+(mp)
  - Vimmerby: (m)+(c)+(fp)+(kd)
  - Västervik: (s)

## Kronobergs län
- Kronobergs läns landsting: (s)+(c)
  - Alvesta: (s)+(c)
  - Lessebo: (s)
  - Ljungby: (s)+(c)+(fp)
  - Markaryd: (s)+(m)+(c)+(kd)+(fp)
  - Tingsryd: (m)+(c)+(fp)+(kd)
  - Uppvidinge: (s)+(v)
  - Växjö: (s)+(v)+(mp)
  - Älmhult: (s)+(v)+(mp)

## Norrbottens län
- Norrbottens läns landsting: (s) (minoritet)
  - Arjeplog: (c)+(v)+(kd)
  - Arvidsjaur: (s)
  - Boden: (s)
  - Gällivare: (s)
  - Haparanda: (s)
  - Jokkmokk: (s)+(samernas väl)
  - Kalix: (s)
  - Kiruna: (kirunapartiet)+(mp) (minoritet efter att v hoppat av hösten 1995)
  - Luleå: (s)
  - Pajala: (s)
  - Piteå: (s)
  - Älvsbyn: (s)
  - Överkalix: (s)
  - Övertorneå: (s)

## Skåne län
- Skåne läns landsting: fanns ej
  - Bjuv: (s)
  - Bromölla: (s)
  - Burlöv: (s)
  - Båstad: (c)+(fp)+(s)
  - Eslöv: (s)
  - Helsingborg: (s)+(v)
  - Hässleholm: (s)+(c)
  - Höganäs: (s)+(fp)+(mp)+(v)
  - Hörby: (m)+(kd)+(fp)+(c)
  - Höör: (fp)+(m)+(kd)+(c)
  - Klippan: (s)+(fp)
  - Kristianstad: (s)
  - Kävlinge: (s)
  - Landskrona: (s)
  - Lomma: (m)+(fp)+(c)+(kd)
  - Lund: (s)+(v)+(mp)
  - Malmö: (s)
  - Osby: (s)+(ungdomspartiet nu)
  - Perstorp: (s)+(v)
  - Simrishamn: (s)+(c)
  - Sjöbo: (m)+(c)+(fp)+(sjöbopartiet)
  - Skurup: (s)
  - Staffanstorp: (s)+(fp)
  - Svalöv: (s)+(mp)
  - Svedala: (s)+(fp)+(mp)
  - Tomelilla: (s)+(fp)+(mp)
  - Trelleborg: (s)
  - Vellinge: (m)
  - Ystad: (s)+(v)+(mp)
  - Åstorp: (s)
  - Ängelholm: (m)+(c)+(fp)
  - Örkelljunga: (m)+(c)+(kd)+(fp)
  - Östra Göinge: (s)

## Stockholms län
- Stockholms läns landsting: (s)+(v)+(mp)
  - Botkyrka: (s)+(v)+(mp)
  - Danderyd: (m) (kd hoppat av under mandatperioden)
  - Ekerö: (m)+(kd)+(fp)+(c)
  - Haninge: (s)+(fp)
  - Huddinge: (s)+(v)+(mp)
  - Järfälla: (s)+(v)+(mp)
  - Lidingö: (m) (minoritet)
  - Nacka: (m)+(fp)+(kd)
  - Norrtälje: (s)+(v)+(mp)
  - Nynäshamn: (s)+(v)+(mp)
  - Salem: (m)+(c)+(fp)+(kd)
  - Sigtuna: (s)+(v)+(mp)
  - Sollentuna: (m)+(c)+(fp)+(kd)
  - Solna: (s)+(v)+(mp)
  - Stockholm: (s) (minoritet) (v) och (mp) hoppade av i februari 1998
  - Sundbyberg: (s)+(v)
  - Södertälje: (s)+(v)
  - Tyresö: (s)+(v)+(mp)
  - Täby: (m)+(c)+(kd)+(täbypartiet)
  - Upplands-Bro: (s)+(v)
  - Upplands-Väsby: (s)+(v)
  - Vallentuna: (m)+(c)+(kd)
  - Vaxholm: (m)+(c)+(fp)
  - Värmdö: (m)+(c)+(fp)+(mp)
  - Österåker: (s)+(fp)

## Södermanlands län
- Södermanlands läns landsting: (s)
  - Eskilstuna: (s)
  - Flen: (s)+(v)
  - Gnesta: (s)+(c)
  - Katrineholm: (s)
  - Nyköping: (s)
  - Oxelösund: (s)
  - Strängnäs: (m)+(c)+(fp)+(kd)+(strängnäspartiet)
  - Trosa: (s)+(v)+(mp)
  - Vingåker: (s)

## Uppsala län
- Uppsala läns landsting: (s)+(v)
  - Enköping: (s)+(v)+(mp)
  - Håbo: (s)+(c)+(fp)+(v)
  - Tierp: (s)
  - Uppsala: (s)+(mp) (v) hoppade av efter ett år
  - Älvkarleby: (s)+(v)
  - Östhammar: (s)+(v)

## Värmlands län
- Värmlands läns landsting: (s)
  - Arvika: (s)
  - Eda: (s)+(v)
  - Filipstad: (s)
  - Forshaga: (s)
  - Grums: (s)
  - Hagfors: (s)
  - Hammarö: (s)
  - Karlstad: (s)+(c)+(fp)
  - Kil: hoppande majoriteter
  - Kristinehamn: (s)
  - Munkfors: (s)
  - Storfors: (s)
  - Sunne: (m)+(c)+(fp)+(kd)
  - Säffle: (m)+(c)+(fp)+(kd)
  - Torsby: (s)+(v)
  - Årjäng: (m)+(c)+(fp)+(kd)

## Västerbottens län
- Västerbottens läns landsting: (s)
  - Bjurholm: (m)+(fp)+(c)+(kd)
  - Dorotea: (s)
  - Lycksele: (s)
  - Malå: (s) med hoppande majoriteter
  - Nordmaling: (s)+(v)
  - Norsjö: (s)
  - Robertsfors: (m)+(c)+(fp)+(kd)
  - Skellefteå: (s)
  - Sorsele: (m)+(c)+(fp)+(kd)+(mp)
  - Storuman: hoppande majoriteter
  - Umeå: (s)
  - Vilhelmina: (s)
  - Vindeln: (m)+(c)+(fp)+(kd)
  - Vännäs: (s)+(v)
  - Åsele: (s)

## Västernorrlands län
- Västernorrlands läns landsting: (s)
  - Härnösand: (m)+(fp)+(c)+(kd)+(sjukvårdspartiet)
  - Kramfors: (s)
  - Sollefteå: (s)
  - Sundsvall: (s)+(v)[källa behövs]
  - Timrå: (s)
  - Ånge: (s)+(v)
  - Örnsköldsvik: (s)

## Västmanlands län
- Västmanlands läns landsting: (s)+(c)
  - Arboga: (s)+(c)
  - Fagersta: (s)
  - Hallstahammar: (s)
  - Heby: (s)+(v)+(mp)
  - Kungsör: (s)+(v)
  - Köping: (s)
  - Norberg: (v) (minoritet med hoppande stöd från de borgerliga partierna)
  - Sala: (m)+(fp)+(c)+(kd)+(salapartiet)
  - Skinnskatteberg: (s)
  - Surahammar: (s)
  - Västerås: (s)

## Västra Götalands län
- Västra Götalands läns landsting: fanns ej.
  - Ale: (s) (minoritet men ofta stöd från v)
  - Alingsås: (s)+(v)+(mp)
  - Bengtsfors: (s)+(medborgarpartiet)
  - Bollebygd: hoppande majoriteter
  - Borås: (s)
  - Dals-Ed: (c)+(kd)+(m)+(fp)
  - Essunga: (c)+(fp)+(m)+(kd)
  - Falköping: (c)+(kd)+(m)+(fp)
  - Färgelanda: (s)+(fp)+(m)+(kd)
  - Grästorp: (m)+(c)
  - Gullspång: (s)+(v)
  - Göteborg: (s)+(v)+(mp)
  - Götene: (c)+(kd)+(m)+(fp) (minoritet men ofta med stöd av nyd)
  - Herrljunga:  hoppande majoriteter
  - Hjo: (s)+(m)+(fp)+(c)+(kd)+(mp) (samlingsstyre)
  - Härryda: (s)+(c)+(mp)+(v)
  - Karlsborg: (c)+(kd)+(fp)+(s)
  - Kungälv: (s)+(v)+(mp)
  - Lerum: (m)+(c)+(fp)+(kd)+(mp)
  - Lidköping: (s)+(v)
  - Lilla Edet: (s)+(v)
  - Lysekil: (s)
  - Mariestad: (s)+(v)
  - Mark: (s)+(v)
  - Mellerud: (c) (med hoppande majoriteter)
  - Munkedal: hoppande majoriteter
  - Mölndal: (s)+(v)+(mp)
  - Orust: (s)+(c)+(fp)
  - Partille: (s)+(v)+(mp)
  - Skara: (s)+(mp)
  - Skövde: (m)+(c)+(fp)+(kd)
  - Sotenäs: (s)+(v)+(mp)+(kd)+(c)
  - Stenungsund: (s)+(v)+(mp)+(c)
  - Strömstad: (m)+(c)+(fp)
  - Svenljunga: (s)+(c) (c tillkom efter två år)
  - Tanum: (m)+(c)+(fp)+(kd)
  - Tibro: (m)+(c)+(fp)+(kd)
  - Tidaholm: (s)+(v)
  - Tjörn:  (s)+(kd)+(samhällets bästa) (inledningsvis var majoriteten s+m)
  - Tranemo: (m)+(c)+(fp)+(kd)
  - Trollhättan: (s)
  - Töreboda: (s)+(m)+(fp)+(kd)
  - Uddevalla: (s)
  - Ulricehamn: (s)+(c) (inledningsvis s+kd+fp+mp)
  - Vara: (m)+(c)+(fp)+(kd)
  - Vårgårda: hoppande majoriteter
  - Vänersborg: (s)+(v)+(mp)
  - Åmål: (s)
  - Öckerö: (m)+(c)+(fp)+(kd)

## Örebro län
- Örebro läns landsting: (s)
  - Askersund: (s)
  - Degerfors: (s)+(v)
  - Hallsberg: (s)
  - Hällefors: (s)+(v)
  - Karlskoga: (s)
  - Kumla: (s)
  - Laxå: (s)+(c)
  - Lekeberg: (s)+(c)
  - Lindesberg: (s)+(v)
  - Ljusnarsberg: (s)
  - Nora: (s)
  - Örebro: (s)+(v)

## Östergötlands län
- Östergötlands läns landsting: (s)+(v)
  - Boxholm: (s)
  - Finspång: (s)
  - Kinda: (s)+(kindapartiet)
  - Linköping: (m)+(c)+(fp)+(kd) (inledningsvis s+c)
  - Mjölby: (s)+(c)
  - Motala: (s)
  - Norrköping: (s)
  - Söderköping: (m)+(c)+(fp)+(kd)
  - Vadstena: (s)+(c)
  - Valdemarsvik: (m)+(c)+(fp)+(kd)
  - Ydre: samlingsstyre
  - Åtvidaberg: (s)
  - Ödeshög: hoppande majoriteter